# Província d'Arezzo
La província d'Arezzo  és una província que forma part de la regió de Toscana dins Itàlia. La seva capital és Arezzo.
Limita amb l'Emília-Romanya (Província de Forli-Cesena i Província de Rimini) al nord-est, amb la ciutat metropolitana de Florència al nord-oest, amb les Marques (Província de Pesaro i Urbino) i l'Umbria (província de Perusa), a l'est, i amb la província de Siena, al sud-oest.
Té una àrea de 3.233,08 km², i una població total de 344.673 hab. (2016). Hi ha 37 municipis a la província.